# Dieter Heering

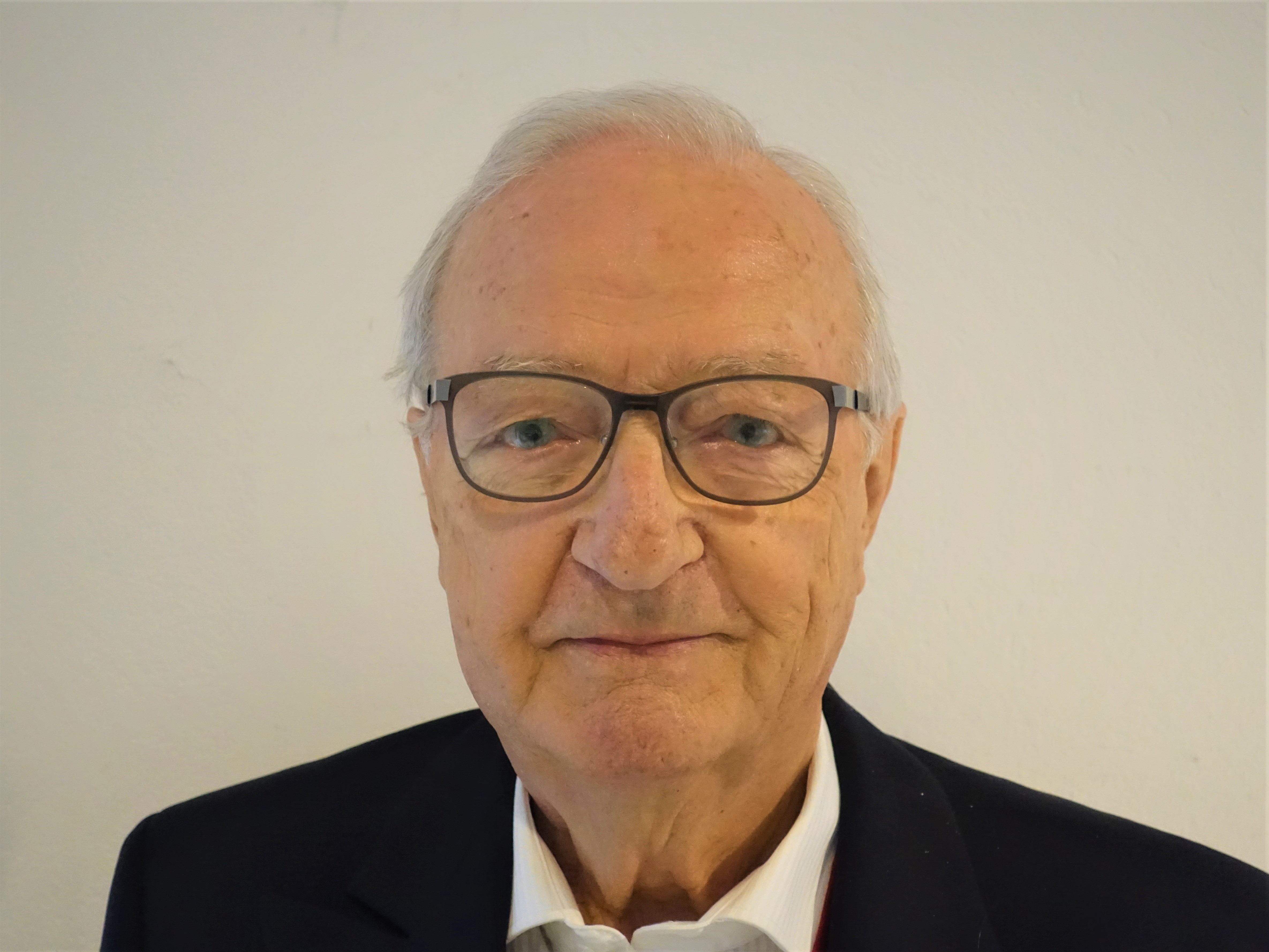
Dieter Heering, Hamburg, Polizeipräsident a.D (2022)

Dieter Heering (* 25. Februar 1937 in Großenlupnitz) ist Gewerkschafter. Er war von 1983 bis 1987 Polizeipräsident von Hamburg und von 1988 bis 2002 Geschäftsführer des Lotto- und Totoblocks in Hamburg.

## Leben
Heering ging in Großenlupnitz zur Volksschule. Nach Flucht der Familie 1946 nach Delmenhorst setze er seine Schulbildung in der Volksschule und Realschule dort fort. 1955 begann er eine Verwaltungslehre bei der Stadtverwaltung in Delmenhorst und wurde Mitglied der Gewerkschaft ÖTV und 1957 Mitglied der SPD. Er war im Bezirks- und Bundesjugendausschuss seiner Gewerkschaft aktiv. Nach dem Besuch von Verwaltungslehrgängen konnte er beruflich aufsteigen und wurde später Gewerkschaftssekretär seiner Gewerkschaft in Bremen. 1970 wurde er Gewerkschaftssekretär des DGB für den öffentlichen Dienst in Hamburg und war stellvertretender DGB-Landesvorsitzender. Von 1983 bis 1987 war er Polizeipräsident in Hamburg und danach Geschäftsführer des Lotto- und Totoblocks in Hamburg bis 2002. Im Ruhestand war Heering 14 Jahre Mitglied im Vorstand des Hamburger Renn-Clubs und bei den Pferderennen auf der Galopprennbahn Hamburg-Horn.
Er ist verheiratet, lebt in Hamburg und ist Mitglied im Lions-Club und im Hanse-Club.